# Петерсен, Петур
Пе́тур уй Ту́ни Пе́терсен (фар. Petur í Túni Petersen; род. 20 сентября 1999 года в Тофтире, Фарерские острова) — фарерский футболист и тренер, ныне главный тренер второй команды клуба «Б68».

## Клубная карьера
Петур воспитывался в академиях двух клубов: «Б68» из родной деревни Тофтир и «Вуйчингура» из Норагёты. За взрослую команду «викингов» он дебютировал 28 мая 2017 года в матче чемпионата Фарерских островов против «Скалы», заменив Атли Грегерсена на 49-й минуте: через 7 минут он отметился голевой передачей. Это была единственная игра Петура за «Вуйчингур», который по итогам сезона стал чемпионом Фарер.
В 2018 году состоялся переход защитника из «Вуйчингура» в «Б68», выступавший в первом дивизионе. Он дебютировал за тофтирский коллектив 10 марта 2018 года в поединке против второй команды «ТБ/ФКС/Ройн». Всего в своём дебютном сезоне Петур провёл 26 игр в первой фарерской лиге, отметившись 1 голом. В сезоне-2019 он отыграл 19 игр. В 2020 году Петур принял участие в 24 играх первого дивизиона и забил 1 мяч. Он также сыграл в стыковом матче против «АБ»: защитник вышел на поле в стартовом составе и был заменён Лейвуром Хёйгором на 56-й минуте. По итогам встречи его клуб добился выхода в высший фарерский дивизион. Там защитник провёл 7 игр сезона-2021.

## Международная карьера
Петур представлял Фарерские острова на юношеском уровне, в общей сложности приняв участие в 15 встречах.

## Статистика выступлений
| Выступление      | Выступление      | Выступление      | Лига | Лига | Кубки | Кубки | Еврокубки | Еврокубки | Прочие | Прочие | Итого | Итого |
| Клуб             | Лига             | Сезон            | Игры | Голы | Игры  | Голы  | Игры      | Голы      | Игры   | Голы   | Игры  | Голы  |
| ---------------- | ---------------- | ---------------- | ---- | ---- | ----- | ----- | --------- | --------- | ------ | ------ | ----- | ----- |
| Вуйчингур        | Премьер-лига     | 2017             | 1    | 0    | 0     | 0     | 0         | 0         | 0      | 0      | 1     | 0     |
| Вуйчингур        | Итого            | Итого            | 1    | 0    | 0     | 0     | 0         | 0         | 0      | 0      | 1     | 0     |
| Б68              | Первый дивизион  | 2018             | 26   | 1    | 0     | 0     | 0         | 0         | 0      | 0      | 26    | 1     |
| Б68              | Первый дивизион  | 2019             | 19   | 0    | 1     | 0     | 0         | 0         | 0      | 0      | 20    | 0     |
| Б68              | Первый дивизион  | 2020             | 24   | 1    | 2     | 0     | 0         | 0         | 0      | 0      | 26    | 1     |
| Б68              | Премьер-лига     | 2021             | 7    | 0    | 1     | 0     | 0         | 0         | 0      | 0      | 8     | 0     |
| Б68              | Итого            | Итого            | 76   | 0    | 4     | 0     | 0         | 0         | 0      | 0      | 80    | 0     |
| Всего за карьеру | Всего за карьеру | Всего за карьеру | 77   | 0    | 4     | 0     | 0         | 0         | 0      | 0      | 81    | 0     |

## Достижения
«Вуйчингур»
- Чемпион Фарерских островов (1): 2017

## Тренерская карьера
В 2025 году «Б68» объявил о назначении Петура главным тренером второй команды тофтирцев, выступающей во втором дивизионе.

## Личная жизнь
Младший брат Петура, Фруйи Петерсен, также является футболистом. Братья вместе выступали за «Б68».